# 公州石壮里遺跡
公州石壮里遺跡（コンジュソクチャンニいせき）（공주 석장리 유적）は大韓民国の旧石器時代遺跡で、公州市石壮里洞（月松洞、旧・長岐面石壮里）に所在し、大韓民国指定史跡第334号になっている。
ここは1964～1992年まで13次にわたって発掘調査された地域で、朝鮮半島で最初に発見された最大の先史文化遺跡である。ここ石壮里旧石器遺跡は先史時代前期·中期·後期の多様な文化層が形成され、家の跡、火を焚いた跡、人の毛と獣の毛、火で燃えた穀食粒など住居址が発見され、掻器・尖頭器・薄片斧・握斧・拳鉋など打製石器3000余点が発掘出土され、先史文化を研究することができる貴重な資料だと言える。この中で、船底型の石器は後期旧石器時代（約3万年前～1万年前）の物に推定され、東アジア・ベーリング海・アラスカ・北米大陸に人々が移住した過程を明らかにしてくれる重要な端緒になる。